# Димитриј Рупел
Димитриј Рупел (словен. Dimitrij Rupel; Љубљана, НР Словенија, ФНРЈ, 7. април 1946) је словеначки социолог, политичар, дипломата и књижевник.
Димитриј Рупел је бивши министар иностраних послова Словеније.
Године 1992. је изабран за посланика у скупштини Словеније. У том мандату је био члан следећих радних тела:
- Одбор за културу, школство и спорт (председник; до 23. априла 1995),
- Одбор за међународне односе (до 2. јуна 1995) и
- Одбор за науку, технологију и развој (до 2. јуна 1995)

Један је од оснивача Словеначке демократске уније (словен. Slovenska demokratična zveza), која је основана 1989. године, а 1991. године променила име у Демократска странка. Тада је Рупел изабран за председника странке.
Рупел је био први министар иностраних послова Словеније, од 1990. до 1993. године.
Године 1994. Рупелова странка се припојила Либералној демократији Словеније. Тада је он изабран за градоначелника Љубљане. На том месту је остао све до 1997. године када је постао амбасадор при Уједињеним нацијама.
На место министра иностраних послова се враћа 2000. године, и ту се задржао до јула 2004. године када га је премијер Антон Роп сменио и на његово место поставио Иву Вајгла. После тога Рупел напушта ЛДС и прикључује се опозиционој Словеначкој демократској странци. У октобру 2004. године ова странка је добила изборе и Рупел постаје поново министар спољних послова Словеније и на тој функцији остаје до октобра 2008. године.